# Nida - Perkone
Nida - Perkone este o arie protejată (arie specială de conservare — SAC, sit de importanță comunitară — SCI, arie de protecție specială avifaunistică — SPA) din Letonia întinsă pe o suprafață de 36.703 ha, integral marine.

## Localizare
Centrul sitului Nida - Perkone este situat la coordonatele 56°15′13″N 20°54′05″E / 56.2536°N 20.9013°E.

## Înființare
Situl Nida - Perkone a fost declarat arie de protecție specială avifaunistică în ianuarie 2010 pentru a proteja 20 de specii de animale. Alte tipuri de protecție:
- sit de importanță comunitară (în decembrie 2008)
- arie specială de conservare (în ianuarie 2010)[1][3][4]

## Biodiversitate
Situată în ecoregiunea boreală, aria protejată conține 1 habitat natural: Recifuri.
La baza desemnării sitului se află mai multe specii protejate:
- păsări (19): rață-cu-cap-castaniu (Aythya ferina), rața moțată (Aythya fuligula), Bucephala clangula, Clangula hyemalis, lebădă de vară (Cygnus olor), lișiță (Fulica atra), cufundar polar (Gavia arctica), cufundar mic (Gavia stellata), codalb (Haliaeetus albicilla), pescăruș râzător (Larus ridibundus), rață catifelată (Melanitta fusca), rață neagră (Melanitta nigra), ferestraș mic (Mergus albellus), ferestrașul mare (Mergus merganser), Mergus serrator, cormoran mare (Phalacrocorax carbo), corcodel-urechiat (Podiceps auritus), corcodel mare (Podiceps cristatus), corcodel mic (Tachybaptus ruficollis)
- pești (1): Alosa fallax

Pe lângă speciile protejate, pe teritoriul sitului au mai fost identificate 5 specii de păsări.